# Bridger
Bridger és una població dels Estats Units a l'estat de Montana. Segons el cens del 2000 tenia 745 habitants.

## Demografia
Segons el cens del 2000, Bridger tenia 745 habitants, 313 habitatges, i 200 famílies. La densitat de població era de 456,6 habitants per km².
Dels 313 habitatges en un 28,4% hi vivien nens de menys de 18 anys, en un 49,2% hi vivien parelles casades, en un 9,9% dones solteres, i en un 36,1% no eren unitats familiars. En el 31,9% dels habitatges hi vivien persones soles el 15% de les quals corresponia a persones de 65 anys o més que vivien soles. El nombre mitjà de persones vivint en cada habitatge era de 2,36 i el nombre mitjà de persones que vivien en cada família era de 2,94.
Per edats la població es repartia de la següent manera: un 27,5% tenia menys de 18 anys, un 7,9% entre 18 i 24, un 24% entre 25 i 44, un 23,2% de 45 a 60 i un 17,3% 65 anys o més.
L'edat mediana era de 40 anys. Per cada 100 dones de 18 o més anys hi havia 92,2 homes.
La renda mediana per habitatge era de 26.103 $ i la renda mediana per família de 32.981 $. Els homes tenien una renda mediana de 24.063 $ mentre que les dones 18.929 $. La renda per capita de la població era de 17.060 $. Aproximadament el 10,7% de les famílies i el 16,2% de la població estaven per davall del llindar de pobresa.

## Poblacions més properes
El següent diagrama mostra les poblacions més properes.